# Gare de Saint-Georges-de-Commiers
Gare de Saint-Georges-de-Commiers – przystanek kolejowy w Saint-Georges-de-Commiers, w departamencie Isère, w regionie Owernia-Rodan-Alpy, we Francji.
Jest zarządzany przez Société nationale des chemins de fer français (SNCF) i obsługiwany przez pociągi TER Rhône-Alpes.

## Położenie
Znajduje się na linii Lyon – Marsylia, w km 149,711, na wysokości 316 m n.p.m.

## Linie kolejowe
- Lyon – Marsylia